# Hermann Hladik
Hermann Hladik, uváděn též jako Heřman Hladík (12. dubna 1871 Albrechtice v Jizerských horách – 16. února 1947 Jablonec nad Nisou), byl československý politik německé národnosti a senátor Národního shromáždění ČSR za Německou sociálně demokratickou stranu dělnickou v ČSR.

## Biografie
Pocházel z rodiny brusičů skla. Pracoval také nejprve ve sklárnách. Roku 1905 se s rodinou přestěhoval do Jablonce nad Nisou. Od raného mládí byl aktivní v dělnickém hnutí (rakouská sociální demokracie). Od roku 1905 byl úředníkem sociálně demokratické kanceláře v Jablonci, od roku 1907 úředníkem všeobecné okresní nemocenské pokladny. Od roku 1916 do roku 1918 bojoval během světové války v armádě. Profesí byl roku 1920 tajemníkem strany v Jablonci nad Nisou.
V parlamentních volbách v roce 1920 získal za Německou sociálně demokratickou stranu dělnickou v ČSR (DSAP) senátorské křeslo v Národním shromáždění, kde zasedal do roku 1925.
Roku 1938 odešel v souvislosti se záborem Sudet Německem do vnitrozemí a žil během války v Protektorátu. Po válce se v roce 1945 vrátil do Jablonce. Zde zemřel roku 1947.